# Cylisticus gracilipennis
Cylisticus gracilipennis là một loài chân đều trong họ Cylisticidae. Loài này được miêu tả khoa học năm 1879 bởi Budde-Lund.